# Molleric granellut
El molleric granellut moixí o pinetell (Suillus granulatus) és una espècie de fong de l'ordre dels boletals (Boletales). És un bolet amb esponja molt comú en boscos de coníferes. Pertany al grup dels mollerics vers, que podem identificar per les característiques de la cutícula del barret que és completament separable quan la pessiguem des de la vora. És llisa, viscosa o glutinosa en temps humit i brillant en temps sec, de tons groguencs, groc ataronjats o ocre ataronjat, mai amb clapes blanques. A la part alta de la cama presenta unes granulacions blanquinoses que s'enfosqueixen en envellir i, al peu, miceli blanc.

## Taxonomia
Va ser descrit per Carl Linnaeus com a Boletus granulatus, Sp. pl. 2: 1177 (1753) i sancionat per Elias Magnus Fries, Syst. mycol. 1: 387 (1821). Roussel (Henri François Anne de Roussel) a Flore du Calvados et terrains adjacents, composée suivant la méthode de Jussieu, transferí l'espècie al gènere Suillus.
Suillus granulatus prové del llatí suillus -mena de bolet de baixa qualitat-, derivat del llatí sus que vol dir porc; i del llatí granulatus -granulós-)

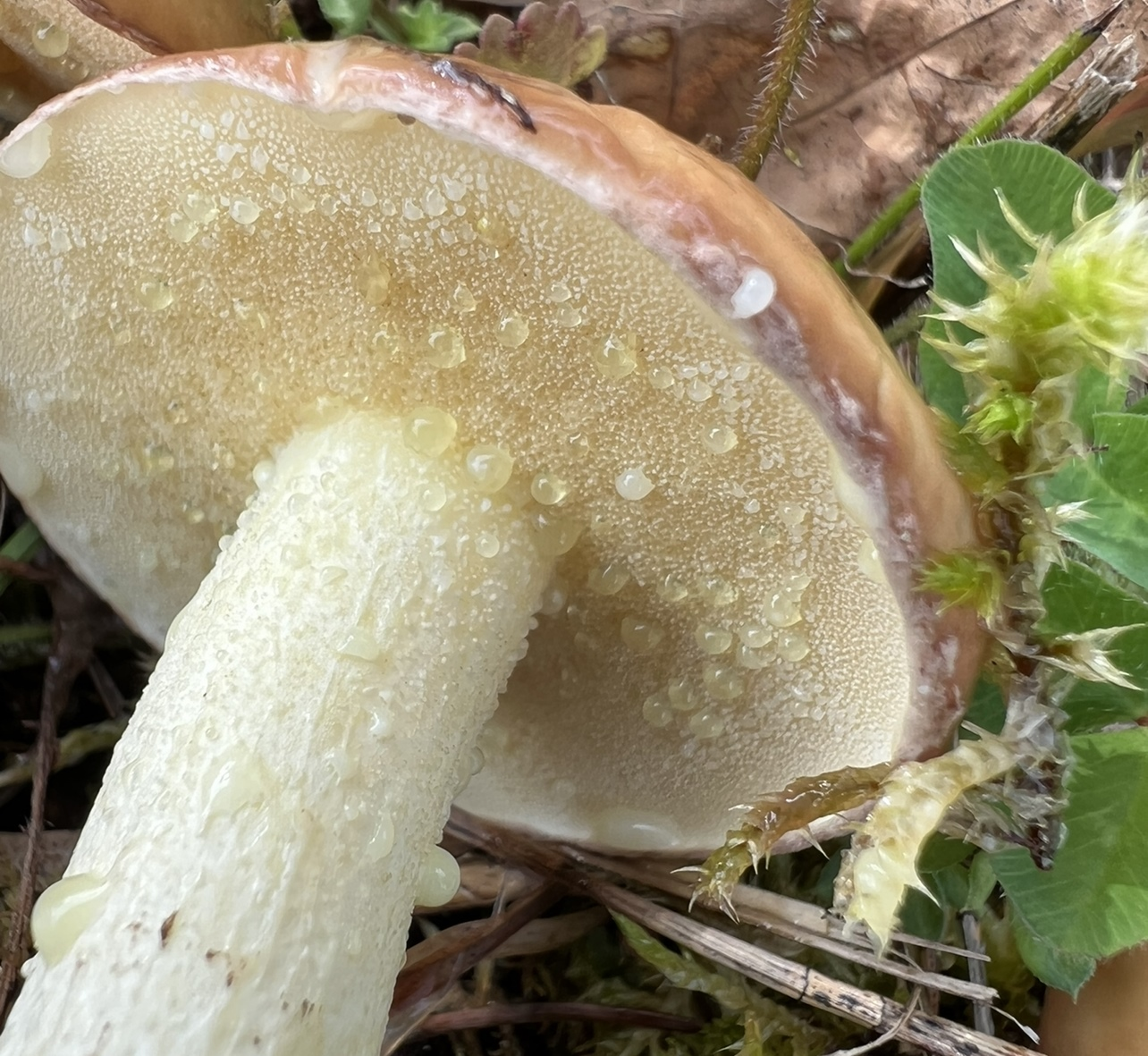
Detall dels porus exsudant gotetes d'aspecte lletós

## Iconografia
- Marchand, A. (1971). Champignons du Nord et du Midi, 1: 151.[9]
- Rocabruna, A. (1982). Bolets de Catalunya 1: Làmina 45.[10]
- Muñoz, J.A. (2005). Boletus s.l. : 23a-23d.[11]
- Assyov, B. (2024). Boletales.com.[12]

## Descripció
Barret de fins a 9 (12) cm de diàmetre, de color torrat rogenc, brillant i enganxifós, en temps humit, a sota del qual porta tubs grocs, que prenen una coloració olivàcia en envellir, amb els porus petits i angulosos, dels quals regalimen gotetes de làtex blanc en els bolets més joves.
El peu és cilíndric, grogós i al capdamunt està guarnit amb granulacions més fosques.
Té una carn grogosa, ferma primer i estovada al final, d'olor agradable.

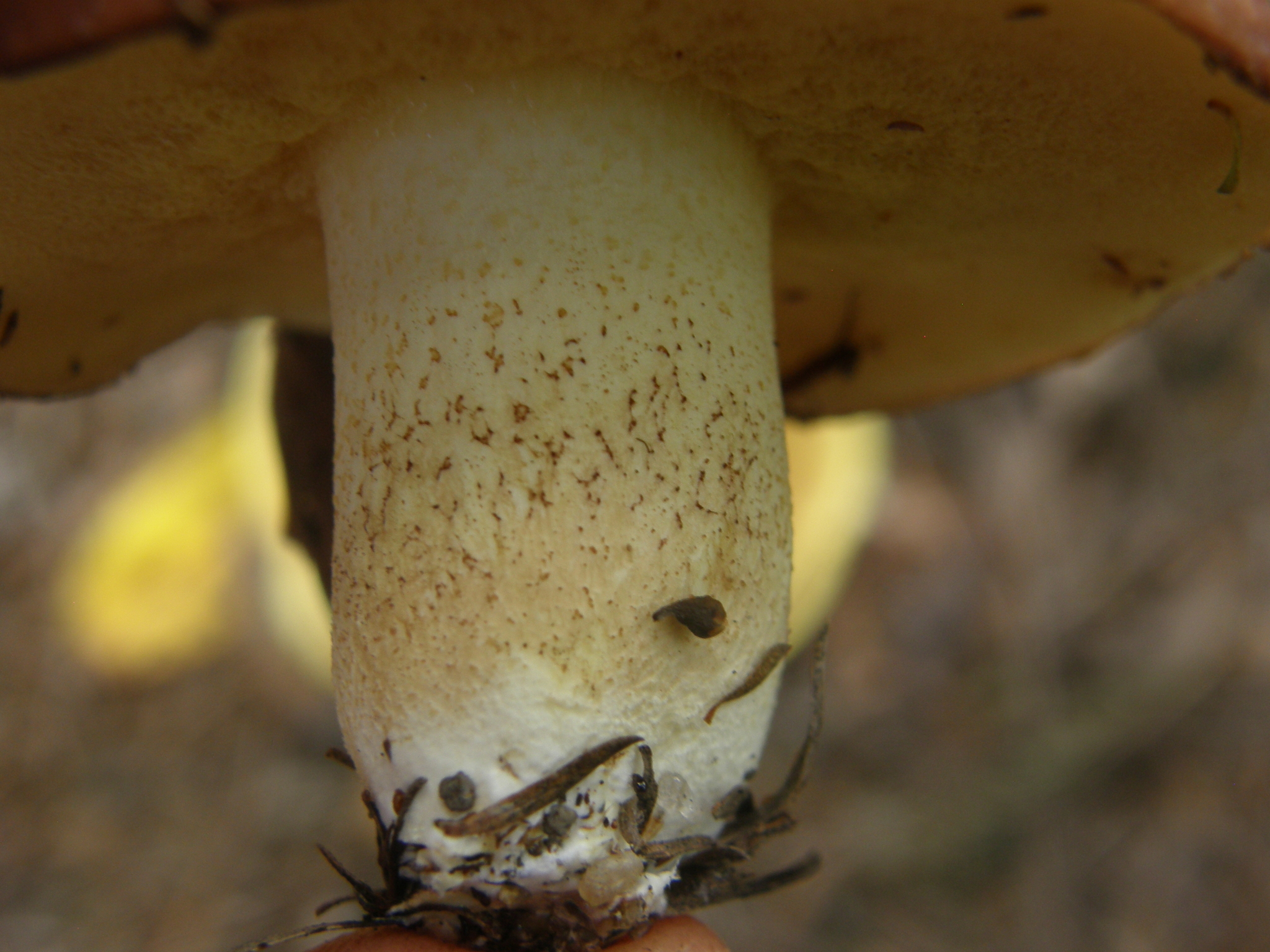
Detall de les granulacions de la cama

## Hàbitat
Des de primavera a principis d'hivern, molt comú en pinedes, principalment de l'estatge subalpí i montà, amb menys freqüència a la terra baixa i litoral; vora pi roig (Pinus sylvestris), pi negre (Pinus mugo ssp uncinata), pi pinastre (Pinus pinaster), pi blanc (Pinus halepensis) i en plantacions de pi insigne (Pinus radiata).

## Distribució
Amplia distribució, a tot Europa.

## Espècies semblants
Altres mollerics

## Comestibilitat
És comestible si se'n lleva la pell viscosa del barret i els tubs, que se separen amb facilitat.